# Gewone steekmier
De gewone steekmier of rode steekmier (Myrmica rubra) is een mierensoort uit de onderfamilie Myrmicinae. De wetenschappelijke naam van de soort werd gepubliceerd in 1758 door Carl Linnaeus in de tiende editie van Systema naturae.
Deze mier is in zowat alle habitattypes te vinden met uitzondering van zeer warme en droge gebieden en locaties met beperkte en lage vegetatie. Zij kan hoge nestdichtheden bereiken in zowel droge als vochtige milieus en is in stedelijke en andere habitats vaak de dominantste mierensoort. Deze mier zou vooral vochtige graslanden en bosranden prefereren.
In open habitats met een hoge vegetatie en kruidlaag kan de soort met meer dan 100 nesten per 100 vierkante meter als enige mierensoort aanwezig zijn. Deze mier kan tot 20.000 werksters en meerdere functionele koninginnen (tot 600) in een nest herbergen.
De soort is zeer agressief en zal bij verstoring van het nest snel in de aanval gaan, waarbij zij pijnlijke steken kan toebrengen. Deze eurytope soort is vrijwel overal in Nederland en Vlaanderen te vinden. Deze mier koloniseert zeer snel nieuwe potentiële niches en in parken en tuinen kan men zeer volkrijke kolonies aantreffen. In zeer grote bosbestanden wordt deze soort geregeld verdrongen door de bossteekmier (Myrmica ruginodis).
De bruidsvluchten vinden plaats tussen juli en september.
Deze mier staat erom bekend rupsen van het pimpernelblauwtje (verdwenen in Vlaanderen; geherintroduceerd in Nederland) mee te nemen naar het nest. De rupsen voeden zich echter met de mierenlarven totdat ze verpoppen en in het mierennest overwinteren.